# أوتش درق (أنجيرلو)
أوتش درق (بالفارسية: اوچ درق) هي منطقة سكنية تقع في إيران في أردبيل.